# Studio Tan
Studio Tan este un album de-al lui Frank Zappa, lansat în septembrie 1978 prin propria sa casă de discuri DiscReet Records. A atins locul 147 în topul Billboard 200 al albumelor. Muzica de pe acest album face parte și de pe albumul Lather care trebuia să fie lansat în 1977 dar nu a apărut decât în 1996.

## Tracklist
1. "The Adventures of Greggery Peccary" (20:40)
2. "Let Me Take You to the Beach" (2:44)
3. "Revised Music for Guitar & Low-Budget Orchestra" (7:36)
4. "RDNZL" (8:12)

- Toate piesele au fost scrise de Frank Zappa.